# Caico
Caico es una localidad de Santa Lucía, que forma parte del distrito de Anse La Raye.

## Toponimia
La localidad también es conocida por el nombre de Caico/Millet.